# Vashka Crag
Vashka Crag är en kulle i Antarktis. Den ligger i Östantarktis. Nya Zeeland gör anspråk på området. Toppen på Vashka Crag är 1 225 meter över havet.
Terrängen runt Vashka Crag är bergig västerut, men österut är den kuperad. Trakten är obefolkad. Det finns inga samhällen i närheten. 